# Graan Elevator Maatschappij

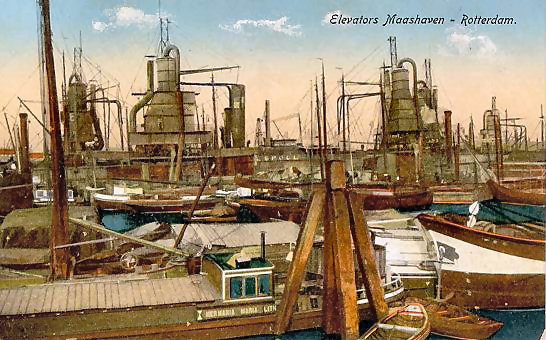
Elevatoren in de Maashaven

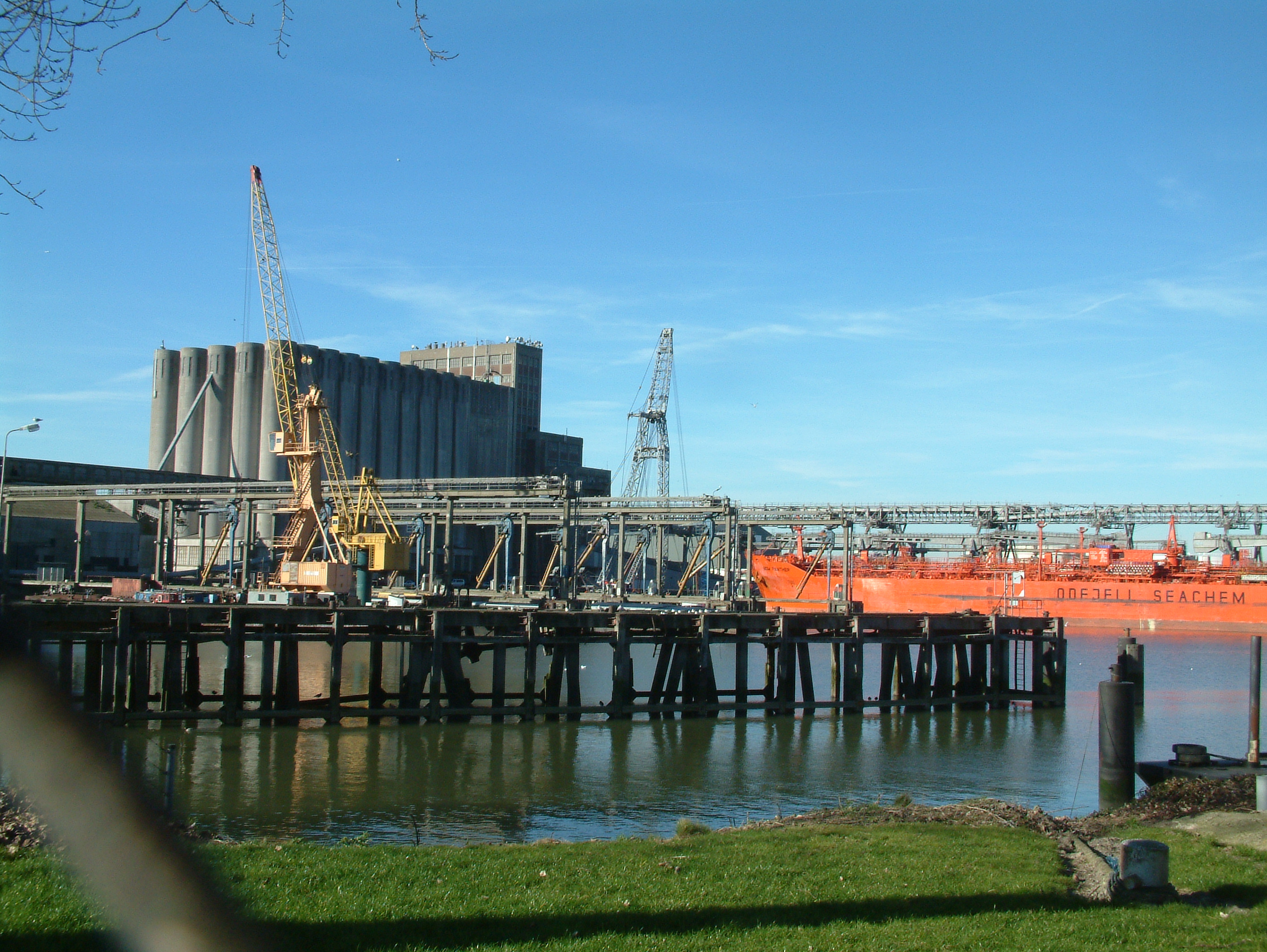
Vestiging in de Botlek met de GEM-pieren

De Graan Elevator Maatschappij (GEM) was het belangrijkste overslagbedrijf van granen, oliehoudende zaden en derivaten in de Rotterdamse haven. Het is nu onderdeel van European Bulk Services, een dochteronderneming van het beursgenoteerde bedrijf HES Beheer.

## Geschiedenis
Tot 1900 gebeurde de aanvoer van graan in Rotterdam met stukgoedschepen, waarbij het graan in zakken was verpakt. De eerste aanzet voor een mechanisering van de graanoverslag gebeurde rond 1900 door het bedrijf het Nederlandsche Veem, met de bouw van het pand de Eersteling aan de Rijnhaven. In maart 1904 werd de Maatschappij tot Exploitatie van Drijvende Elevators opgericht door het Nederlandsche Veem in samenwerking met vijf grote Rotterdamse cargadoorsbedrijven. Bij de mechanische overslag bestonden grote technische problemen met de weging van het graan. In 1908 waren deze problemen overwonnen en werd de Graan Elevator Maatschappij opgericht, waarin naast de deelnemers in de Maatschappij voor de Exploitatie van Drijvende Elevators ook de graanhandel participeerde.
De Graan Elevator Maatschappij was een groot succes. In 1913 liep reeds 96% van de graanoverslag via elevatoren. Voor de opslag van graan werden aan de zuidzijde van de Maashaven grote graansilo's gebouwd. De overslag vond echter voornamelijk rechtstreeks plaats naar binnenvaartschepen.
Na de Tweede Wereldoorlog volgde een schaalvergroting in de bulkscheepvaart. Ook was er behoefte aan een grotere capaciteit voor tussenopslag, omdat de rechtstreekse overslag naar binnenvaartschepen tot een te groot oponthoud leidde. In 1967 opende de GEM samen met de Graan Silo Maatschappij (GSM) een terminal in de Botlek waar schepen tot 90.000 ton konden aanleggen. Met een lange pier, waar de zeeschepen werden gelost en drie kortere van de GEM, waar de binnenschepen werden geladen en aan de andere kant van de lange pier één korte van de GSM, voor hetzelfde doel. 
Op de foto hiernaast zijn boven de pieren de graantransportkokers te zien, de Redlers, waar een eindloze ketting van staafjes doorheen loopt, die het graan vooruitschuiven. 
De Graan Elevator Maatschappij heeft altijd grote invloed ondergaan van de Europese landbouwpolitiek. Voor de bescherming van de Europese boeren werd de import van graan geremd door het heffen van invoerrechten. De eigenaren van de Graan Elevator Maatschappij (HES Beheer) hebben daarom gekozen voor een beleid van diversificatie. In 1993 is de Graan Elevator Maatschappij opgegaan in European Bulk Services (EBS) na een fusie met twee andere havenbedrijven, Koninklijke Frans Swarttouw en Interstevedoring.

## Terminal Europoort
In de jaren zeventig werd een nieuwe terminal in de Europoort geopend voor schepen tot 200.000 ton. Hier werden silo's gebouwd met opslagcapaciteit van 110.000 ton. In de Europoort vindt behalve overslag op binnenscheepvaart ook overslag op kustvaarders plaats. Voor zeeschepen is een kade van 220 meter beschikbaar waaraan schepen met een maximale diepgang van 16 meter kunnen aan- en afmeren.
In 2013 werd een belangrijke uitbreiding aangekondigd. EBS heeft een langjarig contract gesloten met een grote klant die de Europoort Terminal als agri-hub wil gaan gebruiken. Op termijn wordt ongeveer 1 miljoen ton extra agrarische bulkproducten op jaarbasis aangevoerd. Om deze additionele lading te verwerken heeft het Havenbedrijf Rotterdam een extra zeesteiger in de Beneluxhaven gebouwd geschikt voor schepen met een diepgang van 16 meter. Verder werd de opslagcapaciteit vergroot en werden extra transportsystemen en weeginstallaties gebouwd. De nieuwe faciliteiten kwamen in 2014 gereed en de nieuwe zeesteiger een jaar later. De totale investering bedroeg circa € 18 miljoen.